# 10-talet
Den här artikeln handlar om det andra årtiondet i den kristna tideräkningen, åren 10-19 e.Kr. För andra årtionden, som benämns 10-talet, se respektive århundrades artikel för detta, till exempel 1910-talet och 2010-talet.
10-talet var det andra årtiondet e.Kr. Det började 1 januari 10 e.Kr. och slutade 31 december 19 e.Kr.

## Händelser
- Tiberius, blir romersk kejsare (14–37)

## Födda
- 10 - Heron, grekisk fysiker och matematiker.
- 31 augusti 12 - Caligula, romersk kejsare.
- 24 augusti 15 - Vitellius, romersk kejsare.

## Avlidna
- Augustus, romersk kejsare (27 f.Kr.–14 e.Kr.)
- Germanicus, romersk general (16 f.Kr. eller 15 f.Kr.-19 e.Kr.)